# Selfiee
Pour plus de détails, voir Fiche technique et Distribution.
Selfiee est une comédie dramatique indienne réalisée par Raj Mehta et sortie en 2023.
Le film est un remake de Driving Licence (en), un film malayalam de 2019.

## Fiche technique
- Titre original : Selfiee
- Réalisation : Raj Mehta
- Scénario : Rishhabh Sharrma
- Musique : Tanishk Bagchi, D.J. Chetas, Lijo George, Bharat Goel, Tony Kakkar, Himesh Reshammiya et Shivai Vyas
- Photographie : Rajeev Ravi
- Montage : Ritesh Soni
- Décors :
- Costumes : Nuri Chimnani
- Production : Aruna Bhatia, Hiroo Johar, Karan Johar, Apoorva Mehta, Somen Mishra et Listin Stephen
  - Coproducteur : Vedant Baali, Abhishek Chouksey et Prithviraj Sukumaran
  - Producteur exécutif : Syed Zaid Ali et Zohaib Ali
  - Producteur délégué : Somen Mishra et Somesh Shivraj
- Société de production :
- Société de distribution : Night ed Films
- Pays de production :  Inde
- Langue originale : hindi
- Format : couleur — 2,35:1
- Genre : Comédie dramatique
- Durée : 150 minutes
- Dates de sortie :
  - France : 22 février 2023
  - Inde : 24 février 2023

## Distribution
- Akshay Kumar : Vijay Kumar
- Emraan Hashmi : inspecteur Om Prakash Agarwai
- Tisca Chopra
- Adah Sharma : Meera